# コン・ミンジョン
コン・ミンジョン（韓国語：공민정、1986年9月30日 - ）はHBエンターテイメント所属の大韓民国の女優である。

## 出演

### 映画
- ママ（2011年）
- 日光（2015年）
- ビューティー・インサイド（2015年）
- GRASS（2018年）- ミナ役[1]
- 死体が消えた（2018年）- ヒヨン役
- 82年生まれ、キム・ジヨン（2019年）-ウニョン役[2]
- 改葬（2020年）[3]
- ゾンビクラッシュ：ヘイリ（2021年）- コン・ジンソン役[4]

### ドラマ
- 愛の温度（2017年、SBS）- スヨン役
- 黄金の私の人生（2017年、KBS2）- ソン・ミホン役
- 知ってるワイフ（2018年、tvN）- チェ・ヘジョン役
- トップマネジメント（2018年、YouTube）
- 愛しのホロ（2020年、Netflix）- チェ・スンクォン役
- 夜食男女（2020年、JTBC）- ユ・ソンウン役[5]
- 恋のプログラミング（2020年、MBC）- タク・キヒョン役[6]
- 海街チャチャチャ（2021年、tvN）- ピョ・ミソン役
- わずか1000ウォンの弁護士（2022年、SBS）- ナ・イェジン役
- シスターズ（2022年、tvN）- チャン・マリ役
- 私の夫と結婚して（2024年、tvN） -ヤン・ジュラン役